# 2013 na música sul-coreana
Esta é uma lista de eventos notáveis e lançamentos ocorridos na música da Coreia do Sul em 2013.

## Bandas estreantes, em hiato e extintas em 2013

### Bandas em hiato
- Wonder Girls[1]

### Bandas extintas
- BoM[2]
- ChAOS[3]
- CHI CHI
- Supreme Team[4]

## Lançamentos de 2013

### Lançamentos coreanos

#### Janeiro
| Data | Título                               | Artista           | Gênero(s)          | Single(s)                                                                                                 | Notas                                        | Gravadora(s)                              |
| ---- | ------------------------------------ | ----------------- | ------------------ | --- | -------------------------------------------- | ----------------------------------------- |
| 1    | I Got a Boy                          | Girls' Generation | Dance-pop          | "Dancing Queen" (lançado em 21 de dezembro de 2012) "I Got a Boy" (lançado em 1 de janeiro de 2013)       | Quarto álbum de estúdio                      | SM Entertainment                          |
| 2    | I Like That                          | GLAM              | Hip hop            | — | Segundo single                               | BigHit Entertainment                      |
| 3    | Hate                                 | Baek Ji-young     | Balada             | — | Quarto single digital                        | WS Entertainment                          |
| 4    | Just JeA                             | JeA               | Pop, Balada        | "Let's Hug" (lançado em 28 de dezembro de 2012) "While You're Sleeping" (lançado em 4 de janeiro de 2013) | EP de estreia solo                           | Nega Network                              |
| 4    | Pretty                               | Airplane          | Pop, Hip hop       | — | Single digital de estreia                    | Winning Insight Entertainment             |
| 7    | Break Down                           | Super Junior-M    | C-pop              | "Break Down" (lançado em 7 de janeiro de 2013)                                                            | Segundo álbum de estúdio                     | SM Entertainment                          |
| 10   | I Yah                                | Boyfriend         | Dance-pop          | "I Yah" (lançado em 10 de janeiro de 2013)                                                                | Primeiro álbum de estúdio reeditado          | Starship Entertainment                    |
| 11   | Fly High                             | Infinite H        | Hip hop            | "Special Girl" (lançado em 11 de janeiro de 2013) "Without You" (lançado em 28 de janeiro de 2013)        | EP de estreia da subunidade                  | Woollim Entertainment                     |
| 14   | Re:Blue                              | CN Blue           | Rock               | "I'm Sorry" (lançado em 14 de janeiro de 2013)                                                            | Quarto EP coreano                            | FNC Entertainment                         |
| 15   | Superior Speed                       | Speed             | Dance-pop          | "Sad Promise" (lançado em 7 de janeiro de 2013) "It's Over" (lançado em 15 de janeiro de 2013)            | Álbum de estúdio de estreia                  | Core Contents Media                       |
| 16   | Today                                | BPPOP             | Dance-pop          | "Today"                                                                                                   | Single de estreia                            | BP Entertainment                          |
| 17   | I                                    | Jaejoong          | Rock, Balada       | "One Kiss" (lançado em 8 de janeiro de 2013) "Mine" (lançado em 17 de janeiro de 2013)                    | EP de estreia solo                           | C-JeS Entertainment                       |
| 17   | On And On                            | VIXX              | Dance-pop          | — | Terceiro single                              | JellyFish Entertainment                   |
| 17   | Harvest Moon                         | 2YOON             | Dance-pop          | "24/7" (lançado em 17 de janeiro de 2013)                                                                 | EP de estreia da subunidade                  | Cube Entertainment, Universal Music Group |
| 17   | Phantom Theory                       | Phantom           | Hip hop            | "Cho Yong Pil Cheoreom" (lançado em 17 de janeiro de 2013)                                                | Segundo EP                                   | Brand New Music                           |
| 18   | Begins                               | Moon Hee-joon     | Dance-pop, Dubstep | "I'm Not OK" (lançado em 18 de janeiro de 2013)                                                           | Segundo EP solo                              | SidusHQ                                   |
| 21   | Minimanimo                           | TINY-G            | Dance-pop          | — | Segundo single                               | GNG Productions                           |
| 23   | Cloud 9                              | Eric Nam          | Dance-pop          | "Heaven's Door" (lançado em 23 de janeiro de 2013)                                                        | EP de estreia                                | B2M Entertainment                         |
| 23   | Dolls                                | Nine Muses        | Dance-pop          | — | Segundo single                               | Star Empire Entertainment                 |
| 24   | Just That Little Thing               | MYNAME            | Dance-pop          | — | Segundo single coreano                       | H2 Media                                  |
| 28   | The 5th Album Vol.1 - The True Story | 4Men              | Balada             | "Hi, It's Me" (lançado em 28 de janeiro de 2013)                                                          | Primeira parte de se quinto álbum de estúdio | Happy Face Entertainment                  |
| 28   | "Disturbance"                        | BoA               | Neo soul, R&B      | — | Single digital coreano especial              | SM Entertainment                          |
| 28   | Safety Zone                          | DMTN              | Dance-pop          | — | Segundo single digital                       | IS Entermedia Group                       |
| 29   | Eraser                               | ALi               | Pop                | "Selfish" (lançado em 10 de janeiro de 2013) Eraser" (lançado em 29 de janeiro de 2013)                   | Segundo EP                                   | Yedang Entertainment                      |
| 30   | Gone Not Around Any Longer           | Sistar19          | Dance-pop          | — | Primeiro álbum single                        | Starship Entertainment                    |
| 31   | Break Down                           | Super Junior-M    | C-pop              | "Break Down" (versão coreana) (lançado em 31 de janeiro de 2013)                                          | Segundo álbum de estúdio (versão coreana)    | SM Entertainment                          |

#### Fevereiro
| Data | Título                                            | Artista            | Gênero(s)               | Single(s)                                                                                             | Notas                                                   | Gravadora(s)                       |
| ---- | ------------------------------------------------- | ------------------ | ----------------------- | --- | ------------------------------------------------------- | ---------------------------------- |
| 4    | Voice                                             | 2AM                | J-pop, Balada           | "Darenimo Watasenai Yo" (lançado em 5 de dezembro de 2012)                                            | Álbum japonês de estreia (lançamento coreano)           | BigHit Entertainment, Ariola Japan |
| 5    | Little Giant                                      | Huh Gak            | Pop, Balada             | "1440", "I Want to Love" (lançado em 5 de fevereiro de 2013)                                          | Primeiro álbum de estúdio                               | A Cube Entertainment               |
| 5    | Blessed                                           | Clazziquai Project | Pop, Electronic         | "Love Recipe" (lançado em 5 de fevereiro de 2013)                                                     | Quinto álbum de estúdio                                 | Fluxus Music, LOEN Entertainment   |
| 11   | Ring Ma Bell                                      | Two X              | Dance-pop               | — | Segundo álbum single                                    | J.Tune Camp                        |
| 12   | One Shot                                          | B.A.P              | Dance-pop, R&B, Hip hop | "Rain Sound" (lançado em 15 de janeiro de 2013) "One Shot" (lançado em 12 de fevereiro de 2013)       | Segundo EP                                              | TS Entertainment                   |
| 13   | Rainbow Syndrome                                  | Rainbow            | Dance-pop               | "Tell Me Tell Me" (lançado em 13 de fevereiro de 2013)                                                | Primeira parte de seu primeiro álbum de estúdio coreano | DSP Media                          |
| 13   | Hello                                             | NU'EST             | Dance-pop, Balada       | "Hello" (lançado em 13 de fevereiro de 2013)                                                          | Segundo EP                                              | Pledis Entertainment               |
| 14   | Goodbye                                           | DASONI             | Dance-pop               | — | Single digital de estreia da subunidade                 | AB Entertainment                   |
| 19   | Chapter 1. Dream Girl – The Misconceptions of You | SHINee             | Dance-pop               | "Dream Girl" (lançado em 19 de fevereiro de 2013)                                                     | Primeira parte de seu terceiro álbum de estúdio coreano | SM Entertainment                   |
| 20   | Blow Speed                                        | Speed              | Dance-pop               | "Pain the Love of Heart" (lançado em 20 de fevereiro de 2013)                                         | Relançamento do álbum de estúdio de estreia             | Core Contents Media                |
| 20   | T-Love                                            | Kim Tae-woo        | Dance-pop               | "Cosmic Girl" (lançado em 20 de fevereiro de 2013)                                                    | Segundo EP solo                                         | Soul Shop Entertainment            |
| 25   | No. 1                                             | Teen Top           | Dance-pop, Hip hop, R&B | "I Wanna Love" (lançado em 15 de fevereiro de 2013) "Miss Right" (lançado em 25 de fevereiro de 2013) | Primeiro álbum de estúdio                               | TOP Media                          |
| 26   | Y                                                 | Jaejoong           | Rock, Balada            | "Only Love" (lançado em 26 de fevereiro de 2013)                                                      | Relançamento do EP de estreia solo                      | C-Jes Entertainment                |

#### Março
| Data | Título                 | Artista         | Gênero(s)              | Single(s) | Notas                                                 | Gravadora(s)                    |
| ---- | ---------------------- | --------------- | ---------------------- | --- | ----------------------------------------------------- | ------------------------------- |
| 4    | Affirmative Chapter 1  | D-Unit          | Dance-pop, Hip hop     | "Luv Me" (lançado em 21 de novembro de 2012) "Sleeping In Part 2" (lançado em 3 de janeiro de 2013) "Stay Alive" (lançado em 15 de fevereiro de 2013) "Talk to My Face" (lançado em 4 de março de 2013) | Primeira parte de seu segundo álbum de estúdio        | DBusiness Entertainment         |
| 5    | One Spring Day         | 2AM             | Pop, Balada            | "One Spring Day" (lançado em 5 de março de 2013) | Segundo álbum de estúdio coreano                      | BigHit Entertainment            |
| 7    | First Love Part 1      | Lee Hi          | Pop                    | "Turn It Up" (lançado em 1 de março de 2013) "It's Over" (lançado em 7 de março de 2013) | Primeira parte de seu álbum de estúdio de estreia     | YG Entertainment                |
| 7    | Code #01 "Bad Girl"    | Ladies' Code    | Dance-pop              | "Bad Girl" (lançado em 7 de março de 2013) | EP de estreia                                         | Polaris Entertainment           |
| 7    | Collage                | U-KISS          | Dance-pop, Balada      | "Standing Still" (lançado em 7 de março de 2013) | Terceiro álbum de estúdio coreano                     | NH Media                        |
| 8    | Just Go                | RaNia           | Dance-pop              | "Style" (lançado em 9 de setembro de 2012) "Just Go" (lançado em 8 de março de 2013) | Segundo EP                                            | DR Music, Yedang Entertainment  |
| 12   | In Front Of The Mirror | GLAM            | Trot, Europop, Hip hop | "In Front Of The Mirror" (lançado em 12 de março de 2013) | Primeiro single digital                               | BigHit Entertainment            |
| 13   | Legend of 2PM          | 2PM             | J-pop, Dance-pop       | "Beautiful" (lançado em 14 de novembro de 2012) "Masquerade" (lançado em 14 de novembro de 2012) "This Is Love" (lançado em 18 de janeiro de 2013) "So Bad" (lançado em 19 de fevereiro de 2013)        | Segundo álbum de estúdio japonês (lançamento coreano) | JYP Entertainment, Ariola Japan |
| 14   | Expectation            | Girl's Day      | Dance-pop              | "Girl's Day Party #5" (lançado em 16 de outubro de 2012) "White Day" (lançado em 21 de fevereiro de 2013) "Expectation" (lançado em 14 de março de 2013)                                                | Primeiro álbum de estúdio                             | DreamTea Entertainment          |
| 14   | Beautiful Kisses       | G.NA            | Dance-pop, Balada      | "Oops!" (lançado em 14 de março de 2013) | Quarto EP                                             | Cube Entertainment              |
| 14   | Life                   | Heo Young-saeng | Dance-pop, Balada      | "The Art of Seduction" (lançado em 14 de março de 2013) | Terceiro EP solo                                      | B2M Entertainment               |
| 18   | Mystic Ballad          | Davichi         | Balada                 | "Turtle" (lançado em 4 de março de 2013) "Take a Drink Toegther" (lançado em 18 de março de 2013) | Segundo álbum de estúdio                              | Core Contents Media             |
| 18   | Second Evolution       | EvoL            | Dance-pop              | "Get Up" (lançado em 18 de março de 2013) | Segundo EP                                            | Stardom Entertainment           |
| 21   | New Challenge          | Infinite        | Dance-pop              | "Man In Love" (lançado em 21 de março de 2013) | Quarto EP                                             | Woollim Entertainment           |
| 25   | Voulez-vous            | ZE:A Five       | Dance-pop              | "The Day We Broke Up" (lançado em 25 de março de 2013) | EP coreano de estreia da subunidade                   | Star Empire Entertainment       |
| 25   | Head Banging           | OFFROAD         | Dance-pop, Hip Hop     | "Head Banging" (lançado em 25 de março de 2013) | Segundo single coreano                                | Inwoo Production                |
| 26   | Come As You Are        | Phantom         | Balada, Pop            | "Come As You Are (feat. Verbal Jint)" (lançado em 26 de março de 2013) | Terceiro álbum single                                 | Brand New Music                 |
| 27   | Come Back              | AA              | Dance-pop              | "Because I'm Crazy" (lançado em 3 de novembro de 2011) "Rollin' Rollin'" (lançado em 14 de março de 2013) "Come Back" (lançado em 27 de março de 2013)                                                  | Primeiro EP                                           | Well Made STAR M                |
| 28   | First Love             | Lee Hi          | Pop                    | "1, 2, 3, 4" (lançado em 29 de outubro de 2012) "It's Over" (lançado em 7 de março de 2013) "Rose" (lançado em 28 de março de 2013)                                                                     | Álbum de estúdio de estreia                           | YG Entertainment                |

#### Abril
| Data | Título                                                | Artista          | Gênero(s)                         | Single(s)*                                                                                            | Notas                                                  | Gravadora(s)                              |
| ---- | ----------------------------------------------------- | ---------------- | --------------------------------- | --- | ------------------------------------------------------ | ----------------------------------------- |
| 1    | In Love                                               | Electroboyz      | Hip hop                           | "Ma Boy 3" (lançado em 1 de abril de 2013)                                                            | Primeiro álbum de estúdio                              | Brave Entertainment                       |
| 1    | MichiGo                                               | G-Dragon         | Hip hop, Dubstep, Electronic, Rap | — | Single digital especial                                | YG Entertainment                          |
| 2    | Beatles                                               | Global Icon      | Hip hop, Dance-pop, Dubstep       | — | Single digital de estreia                              | Simtong Entertainment                     |
| 4    | The Third Album Part.2 'Love Blossom'                 | K.Will           | Balada, Dance-pop                 | "Love Blossom" (lançado em 4 de abril de 2013)                                                        | Segunda parte de seu terceiro álbum de estúdio         | Starship Entertainment                    |
| 8    | Somebody                                              | 15&              | Dance-pop                         | — | Segundo single digital                                 | JYP Entertainment                         |
| 8    | Romantic Spring                                       | Gain e Hyang-woo | Pop                               | "Brunch" (lançado em 8 de abril de 2013)                                                              | EP do dueto                                            | LOEN Entertainment                        |
| 9    | JOAH                                                  | Jay Park         | Dance, Hip hop, R&B               | — | Single digital                                         | SidusHQ                                   |
| 10   | 2nd Confession                                        | BtoB             | Dance, Balada                     | — | Segundo single digital                                 | Cube Entertainment                        |
| 10   | Money In the Building                                 | M.I.B            | Dance-pop, Hip hop                | "Nod Along" (lançado em 10 de abril de 2013)                                                          | Segundo EP                                             | Jungle Entertainment                      |
| 11   | With Laughter or with Tears                           | Seo In Guk       | Balada, Pop                       | — | Primeiro single                                        | JellyFish Entertainment                   |
| 12   | Gentleman                                             | PSY              | K-pop, synthpop                   | — | Primeiro single digital internacional                  | YG Entertainment                          |
| 18   | Shaking Heart                                         | C-Clown          | Dance-pop                         | "I Did (feat. ALi)" (lançado em 2 de abril de 2013) "Shaking Heart" (lançado em 18 de abril de 2013)  | Terceiro EP                                            | Yedang Entertainment                      |
| 22   | Should Have Treated You Better                        | uBeat            | Dance-pop, Hip hop                | "Should Have Treated You Better" (lançado em 22 de abril de 2013)                                     | EP de estreia da subunidade                            | NH Media                                  |
| 24   | Delight                                               | Yoo Ji-ae        | Pop, Balada                       | — | Single solo de estreia                                 | Woollim Entertainment                     |
| 24   | Viva Primavera                                        | DICKPUNKS        | Pop, Rock                         | "Viva Primavera" (lançado em 24 de abril de 2013)                                                     | Primeiro EP de estreia                                 | TNC Company                               |
| 25   | Fall in L                                             | Juniel           | Pop, Balada                       | "Pretty Boy" (lançado em 25 de abril de 2013)                                                         | Terceiro EP coreano                                    | FNC Entertainment                         |
| 25   | No. 1 Repackage Special Edition                       | Teen Top         | Dance-pop                         | "Walk By..." (lançado (Online) em 25 de abril de 2013) (lançado (Offline) em 29 de abril de 2013)     | Relançamento de do primeiro album de estúdio           | TOP Media                                 |
| 26   | Chapter 2. Why So Serious? – The Misconceptions of Me | SHINee           | Dance-pop                         | "Why So Serious" (lançado (digital) em 26 de abril de 2013) (lançado (físico) em 29 de abril de 2013) | Segunda parte de seu terceiro álbum de estúdio coreano | SM Entertainment                          |
| 26   | Name is 4Minute                                       | 4Minute          | Dance-pop, Hip hop                | "What's Your Name?" (lançado em 26 de abril de 2013)                                                  | Quarto EP                                              | Cube Entertainment, Universal Music Group |
| 26   | Dreamer                                               | HISTORY          | Pop                               | — | Single de estreia                                      | LOEN Entertainment                        |
| 26   | eNTRAIN                                               | N-Train          | Dance-pop                         | "Come Back To Me" (lançado em 26 de abril de 2013)                                                    | Primeiro EP                                            | MediaLine Entertainment                   |
| 29   | Countryside Life                                      | T-ara N4         | Dance-pop, Hip hop                | "Countryside Life" (lançado em 29 de abril de 2013)                                                   | EP de estreia da subunidade                            | Core Contents Media                       |
| 30   | Letter From SECRET                                    | Secret           | Dance-pop                         | "YooHoo" (lançado em 30 de abril de 2013)                                                             | Quarto EP coreano                                      | TS Entertainment                          |

#### Maio
| Data | Título                          | Artista      | Gênero(s) | Single(s) | Notas                                        | Gravadora(s)              |
| ---- | ------------------------------- | ------------ | --------- | --- | -------------------------------------------- | ------------------------- |
| 2    | Do You Want Some Tea            | Hello Venus  | Dance-pop | "Do You Want Some Tea" (lançado em 2 de maio de 2013)                                                                             | Terceiro EP                                  | Pledis Entertainment      |
| 6    | What's Going On?                | B1A4         | Dance-pop | "What's Going On?" (lançado em 6 de maio de 2013)                                                                                 | Quarto EP coreano                            | WM Entertainment          |
| 6    | Grown                           | 2PM          | Dance-pop | "Listen to This Song and Come Back" (lançado em 6 de maio de 2013) "All Day I Think of You " (lançado em 11 de maio de 2013)      | Terceiro álbum de estúdio coreano            | JYP Entertainment         |
| 8    | The 5th Album Vol.2 - Thank You | 4Men         | Balada    | "Propose Song" (lançado em 8 de maio de 2013)                                                                                     | Segunda parte de seu quinto álbum de estúdio | Happy Face Entertainment  |
| 9    | Wild                            | Nine Muses   | Dance-pop | "Wild" (lançado em 9 de maio de 2013)                                                                                             | Segundo EP                                   | Star Empire Entertainment |
| 9    | Skirmish                        | LC9          | Dance-pop | "MaMa Beat" (lançado em 9 de maio de 2013)                                                                                        | EP coreano de estreia                        | Nega Network              |
| 14   | Forever Young                   | Seo In-young | Balada    | "Let's Break Up" | Extended play                                | Seo In Young Company      |
| 16   | The Classic                     | Shinhwa      | Dance-pop | "This Love" (lançado em 16 de maio de 2013)                                                                                       | Décimo-primeiro álbum de estúdio             | Shinhwa Company           |
| 20   | HYDE                            | VIXX         | Dance-pop | "HYDE" (lançado em 20 de maio de 2013)                                                                                            | Primeiro mini-álbum                          | JellyFish Entertainment   |
| 21   | Monochrome                      | Lee Hyori    | Dance-pop | "Miss Korea" (lançado em 6 de maio de 2013) "Bad Girl" (lançado em 21 de maio de 2013) "Amor Mio" (lançado em 26 de maio de 2013) | Quinto álbum de estúdio solo                 | B2M Entertainment         |
| 22   | My Everything                   | Lee Minho    | Dance-pop | "Love Motion" (lançado em 22 de maio de 2013)                                                                                     | Primeiro EP de estreia                       | Starhaus Entertainment    |
| 23   | Real 100%                       | 100%         | Dance-pop | "Want U Back" (lançado em 23 de maio de 2013)                                                                                     | Primeiro mini-álbum                          | Top Media                 |
| 28   | The Baddest Female              | CL           | Dance-pop | — | Single solo de estreia                       | YG Entertainment          |
| 28   | On and On                       | Boyfriend    | Dance-pop | — | Primeiro single digital coreano              | Starship Entertainment    |
| 31   | Luv Virus                       | Skarf        | Dance-pop | "Luv Virus" (lançado em 28 de maio de 2013)                                                                                       | Primeiro mini-álbum                          | Alpha Entertainment       |

#### Junho
| Data | Título                  | Artista        | Gênero(s) | Single(s)                                                                                          | Notas                                                  | Gravadora(s)                                          |
| ---- | ----------------------- | -------------- | --------- | -------------------------------------------------------------------------------------------------- | ------------------------------------------------------ | ----------------------------------------------------- |
| 3    | XOXO                    | EXO            | Dance-pop | "Wolf" (lançado em 30 de maio de 2013)                                                             | Primeiro álbum de estúdio                              | SM Entertainment                                      |
| 4    | Sexy Beat               | MBLAQ          | Dance-pop | "Smoky Girl" (lançado em 4 de junho de 2013)                                                       | Quinto mini-álbum                                      | J. Tune Entertainment                                 |
| 4    | Rainbow Syndrome Part.2 | Rainbow        | Dance-pop | "Sunshine" (lançado em 4 de junho de 2013)                                                         | Segunda parte de seu primeiro álbum de estúdio coreano | DSP Media                                             |
| 5    | Party Rock              | Boy's Republic | Dance-pop | —                                                                                                  | Primeiro single de estreia                             | Universal Music Korea                                 |
| 7    | Trap                    | Henry Lau      | Dance-pop | "Trap" (lançado em 7 de junho de 2013)                                                             | Primeiro EP de estreia solo                            | SM Entertainment                                      |
| 11   | Give It to Me           | Sistar         | Dance-pop | —                                                                                                  | Segundo álbum de estúdio                               | Starship Entertainment                                |
| 12   | 2 Cool 4 Skool          | Bangtan Boys   | Hip hop   | No More Dream (lançado em 12 de junho de 2013) We Are Bulletproof (lançado em 16 de julho de 2013) | Primeiro álbum single                                  | BigHit Entertainment                                  |
| 13   | First Love              | After School   | Dance-pop | —                                                                                                  | Sexto single coreano                                   | Pledis Entertainment                                  |
| 14   | With Coffee             | ZiA            | Pop       | With Coffee (Feat. Hanbyul of LEDApple) (Lançado dia 14 de maio de 2013                            | Single digital                                         | LOEN Entertainment                                    |
| 14   | Black Tinkerball        | ChoCoLat       | Dance-pop | -                                                                                                  | Terceiro álbum single                                  | Paramount Music Entertainment / Universal Music Korea |
| 14   | Bar Bar (+Bar)          | Crayon Pop     | Dance-pop | "Bar Bar" (lançado em 14 de junho de 2013)                                                         | Single digital                                         | Chrome Entertainment                                  |
| 17   | Bad Boys                | LEDApple       | Pop rock  | "Are You Eating Well" (lançado em 27 de maio de 2013) "Bad Boys" (lançado em 17 de maio de 2013)   | Terceiro EP                                            | Starkim Entertainment                                 |
| 17   | A Good Girl             | Baek A Yeon    | Pop       | "A Good Boy" (lançado em 17 de junho de 2013)                                                      | Segundo EP                                             | JYP Entertainment                                     |
| 19   | Young Folk              | Sunny Hill     | Dance-pop | "Darling of All Heart" (lançado em 19 de junho de 2013)                                            | Terceiro EP                                            | LOEN Entertainment                                    |
| 20   | Be Ambitious            | Dal Shabet     | Dance-pop | "Look At My Legs" (lançado em 20 de junho de 2013)                                                 | Sexto EP                                               | Happy Face Entertainment                              |
| 21   | Don't Mess With Me      | 2EYES          | Dance-pop | "Don't Mess With Me" (lançado em 21 de junho de 2013)                                              | Primeiro álbum single                                  | SidusHQ                                               |
| 24   | Female President        | Girl's Day     | Dance-pop | "Female President" (lançado em 24 de junho de 2013)                                                | Relançamento do primeiro álbum de estúdio              | DreamTea Entertainment                                |
| 25   | Mambo                   | A-PRINCE       | Dance-pop | "My Lady" (lançado em 19 de junho de 2013) "Mambo" (lançado em 25 de junho de 2013)                | Segundo EP                                             | New Planet Entertainment                              |
| 28   | Is It Poppin'?          | 4Minute        | Dance-pop | "Is It Poppin'?" (lançado em 28 de junho de 2013)                                                  | Single digital                                         | Cube Entertainment                                    |

#### Julho
| Data | Título                    | Artista          | Gênero(s) | Single(s) | Notas                       | Gravadora(s)              |
| ---- | ------------------------- | ---------------- | --------- | --- | --------------------------- | ------------------------- |
| 4    | Memories of Summer        | Davichi          | Balada    | "It's Because I Miss You Today" (lançado em 4 de julho de 2013)                                                                              | Álbum single                | Core Contents Media       |
| 4    | Baby I'm Sorry            | MYNAME           | Dance-pop | "Baby I'm Sorry" (lançado em 4 de julho de 2013)                                                                                             | Primeiro EP                 | H2 Media                  |
| 5    | Secret Garden             | A Pink           | Dance-pop | "NoNoNo" (lançado em 5 de julho de 2013) "Secret Garden" (lançado em 19 de julho de 2013)                                                    | Terceiro EP                 | A Cube Entertainment      |
| 5    | Hot & Cold                | Jewelry          | Dance-pop | — | Single digital              | Star Empire Entertainment |
| 8    | Waiting For U             | MR.MR            | Dance-pop | "Waiting For U" (lançado em 8 de julho de 2013)                                                                                              | Primeiro EP                 | TH Entertainment          |
| 8    | Falling in Love           | 2NE1             | Reggae    | "Falling in Love" (lançado em 8 de julho de 2013)                                                                                            | Single digital              | YG Entertainment          |
| 10   | Don't Let It Get You Down | SHU-I            | Dance-pop | "Don't Let It Get You Down" (lançado em 10 de julho de 2013)                                                                                 | Primeiro EP                 | Yejeon Media              |
| 10   | I Like Party              | Jay Park         | Dance-pop | "I Like Party" (lançado em 10 de julho de 2013)                                                                                              | Álbum single                | SidusHQ                   |
| 10   | INSANE                    | A-JAX            | Dance-pop | "Insane" (lançado em 10 de julho de 2013) | Segundo EP                  | DSP Media                 |
| 11   | Study                     | Stellar          | Dance-pop | "Study" (lançado em 11 de julho de 2013) | Terceiro single             | Top Class Entertainment   |
| 11   | Pitapat                   | BESTie           | Dance-pop | — | Single digital de estreia   | YNB Entertainment         |
| 11   | A's Doll House            | Ailee            | Dance-pop | "U & I" (lançado em 11 de julho de 2013) | Segundo EP                  | YMC Entertainment         |
| 11   | Call Me                   | Untouchable      | Hip hop   | "Call Me" (lançado em 11 de julho de 2013)                                                                                                   | Quarto single               | TS Entertainment          |
| 15   | Incredible                | Xiah Junsu       | Dance-pop | "11 O'Clock" (lançado em 1 de julho de 2013) "Incredible" (lançado em 15 de julho de 2013)                                                   | Segundo álbum de estúdio    | C-JeS Entertainment       |
| 16   | Destiny                   | Infinite         | Dance-pop | "Destiny" (lançado em 16 de julho de 2013)                                                                                                   | Segundo álbum single        | Woollim Entertainment     |
| 18   | Hard to Love, How to Love | BEAST            | Dance-pop | "Will Be You Alright" (lançado em 28 de maio de 2013) "I'm Sorry" (lançado em 18 de junho de 2013) "Shadow" (lançado em 18 de julho de 2013) | Segundo álbum de estúdio    | Cube Entertainment        |
| 22   | Round 3                   | Kim Hyun Joong   | Dance-pop | "Unbreakable" (lançado em 17 de julho de 2013) "Your Story" (lançado em 22 de julho de 2013)                                                 | Terceiro mini-álbum         | KeyEast Entertainment     |
| 25   | Five Beats of Hearts      | TAHITI           | Dance-pop | "Tonight" (lançado em 24 de julho de 2012) "Hasta Luego" (lançado em 11 de novembro de 2012) "Love Sick" (lançado em 25 de julho de 2013)    | Primeiro EP                 | DS Entertainment          |
| 26   | MOYA                      | AOA Black        | Dance-pop | "MOYA" (lançado em 26 de julho de 2013) | Terceiro single             | FNC Music                 |
| 29   | Black Box                 | Brown Eyed Girls | Dance-pop | "Recipe" (lançado em 9 de julho de 2013) "Kill Bill" (lançado em July 29 de julho de 2013)                                                   | Quinto álbum                | Nega Network              |
| 29   | Pink Tape                 | f(x)             | Dance-pop | "Rum Pum Pum Pum" (lançado em 24 de julho de 2013)                                                                                           | Segundo álbum de estúdio    | SM Entertainment          |
| 30   | Since 1971                | F-ve Dolls       | Dance-pop | "Soulmate#1" (lançado em 30 de julho de 2013)                                                                                                | Álbum single                | Core Contents Media       |
| 31   | Jekyll                    | VIXX             | Dance-pop | "You're Impressive (G.R.8.U)" (lançado em 31 de julho de 2013)                                                                               | Relançamento do primeiro EP | JellyFish Entertainment   |
| 31   | SUNGLASSES                | DICKPUNKS        | Pop rock  | - | Single digital              | TNC Company               |

#### Agosto
| Data | Título                           | Artista       | Gênero(s)   | Single(s) | Notas                                     | Gravadora(s)                  |
| ---- | -------------------------------- | ------------- | ----------- | --- | ----------------------------------------- | ----------------------------- |
| 1    | Men In Black                     | M.I.B         | Hip hop     | — | Single digital                            | Jungle Entertainment          |
| 1    | BIKINI                           | T-ara         | Dance       | — | Single digital                            | Core Contents Media           |
| 1    | U R So Cute                      | 24K           | Dance       | — | Segundo EP                                | Choeun Entertainment          |
| 2    | Burn It Up                       | E.S.Q         | Dance       | "Burn It Up" (lançado em 2 de agosto de 2013)                                                                                         | Mini-álbum de estreia                     | Avanced Entertainment         |
| 4    | YEOWOOYA                         | Lunafly       | Pop         | — | Single                                    | Nega Network                  |
| 5    | GROWL                            | EXO           | Dance       | "GROWL" (lançado em 1 de agosto de 2013)                                                                                              | Relançamento do primeiro álbum de estúdio | SM Entertainment              |
| 6    | BADMAN                           | B.A.P         | Dance       | "Coffee Shop" (lançado em 28 de junho de 2013) "Hurricane" (lançado em 17 de julho de 2013) "Badman" (lançado em 6 de agosto de 2013) | Terceiro EP                               | TS Entertainment              |
| 7    | Do You Love Me                   | 2NE1          | Dance       | "Do You Love Me" (lançado em 7 de agosto de 2013)                                                                                     | Segundo single                            | YG Entertainment              |
| 7    | Wassup 1                         | Wassup        | Hip hop     | "Wassup 1" (lançado em 7 de agosto de 2013)                                                                                           | Single de estreia                         | Mafia/Sony Music              |
| 8    | Bound - The Misconceptions of Us | SHINee        | Dance       | - | Relançamento do terceiro álbum de estúdio | SM Entertainment              |
| 8    | HANG OUT                         | Big Star      | Dance       | "Run & Run" (lançado em 8 de agosto de 2013)                                                                                          | Segundo EP                                | Brave Entertainment           |
| 8    | Spectacular                      | TASTY         | Dance       | "MaMaMa" (lançado em 8 de agosto de 2013)                                                                                             | Segundo álbum single                      | Woollim Entertainment         |
| 9    | Illusion                         | ZE:A          | Dance       | "Step by Step" (lançado em 1 de agosto de 2013) "Ghost of The Wind" (lançado em 9 de agosto de 2013)                                  | Primeiro EP                               | Star Empire Entertainment     |
| 12   | Love Beat                        | MBLAQ         | Dance       | "No Love" (lançado em 12 de agosto de 2013)                                                                                           | Relançamento do quinto EP                 | J. Tune Entertainment         |
| 13   | That You're Mine                 | Huh Gak       | Reggae      | "That You're Mine (feat. Swings)" (lançado em 13 de agosto de 2013)                                                                   | Single digital                            | A Cube Entertainment          |
| 13   | Always Love You                  | Kim Hyung-jun | Balada      | — | Álbum single                              | S-Plus Entertainment          |
| 14   | I Already Know                   | Phantom       | Dance-pop   | — | Single digital                            | Brand New Music               |
| 19   | Let's Talk About Love            | Seungri       | Dance       | "Gotta Talk To U" (lançado em 19 de agosto de 2013) "Let's Talk About Love" (por anunciar)                                            | Segundo EP                                | YG Entertainment              |
| 19   | OK About It                      | AA            | Dance       | — | Primeiro álbum single                     | Well Made STAR M              |
| 20   | Just Now                         | HISTORY       | Dance       | "Tropical Night" (lançado em 20 de agosto de 2013)                                                                                    | Primeiro EP                               | LOEN Entertainment            |
| 20   | Why Am I Like This               | She'z         | Balada      | — | Quarto single digital                     | Line Entertainment            |
| 22   | 24 Hours                         | Lee Sunmi     | Dance       | "24 Hours" (lançado em 22 de agosto de 2013)                                                                                          | Single de estreia                         | JYP Entertainment             |
| 22   | Sleep Talking                    | NU'EST        | Dance       | "Sleep Talking" (lançado em 22 de agosto de 2013)                                                                                     | Terceiro EP                               | Pledis Entertainment          |
| 23   | 1-4-3 (I Love You)               | Henry         | Dance       | "1-4-3 (I Love You) feat. f(x) Amber" (lançado em 22 de agosto de 2013)                                                               | Single digital                            | SM Entertainment              |
| 23   | L’Homme Libre Vol.1              | Defconn       | Hip hop     | "Notorious Girl (N.G.) feat. Boni" (lançado em 22 de agosto de 2013)                                                                  | Mini-álbum                                | DI Entertainment              |
| 26   | Shout Out                        | Royal Pirates | Pop rock    | "Shout Out" (lançado em 26 de agosto de 2013)                                                                                         | Álbum single de estreia                   | Apple of the Eye Co.          |
| 26   | Teen Top Class                   | Teen Top      | Dance       | "Rocking" (lançado em 26 de agosto de 2013)                                                                                           | Quarto EP                                 | TOP Media                     |
| 26   | Stardust                         | Lunafly       | Pop         | — | Quarto álbum single                       | Nega Network                  |
| 27   | Rain                             | Lim Kim       | Jazz        | — | Single digital                            | MYSTIC89                      |
| 28   | Tonight                          | SPICA         | Dance       | "Tonight" (lançado em 28 de agosto de 2013)                                                                                           | Terceiro single digital                   | B2M Entertainment             |
| 28   | I Like This Song                 | Lyn           | Pop, Balada | — | Segundo álbum single                      | Music&New                     |
| 29   | Whoo!                            | FIESTAR       | Dance       | "Whoo!" (lançado em 29 de agosto de 2013)                                                                                             | Terceiro single digital                   | LOEN Entertainment            |
| 30   | Give Me A Chance                 | Airplane      | Pop         | — | Segundo single digital                    | Winning Insight Entertainment |
| 31   | For You                          | Brave Girls   | Pop, Balada | — | Segundo single digital                    | Brave Entertainment           |

#### Setembro
| Data | Título               | Artista                      | Gênero(s)     | Single(s) | Notas                     | Gravadora(s)                 |
| ---- | -------------------- | ---------------------------- | ------------- | --- | ------------------------- | ---------------------------- |
| 2    | Full Bloom           | KARA                         | Dance         | "Runaway" (lançado em 21 de agosto de 2013) "Can't Be A Lady" (lançado em 2 de setembro de 2013)                                                                                        | Quarto álbum de estúdio   | DSP Media                    |
| 2    | Coup d'Etat          | G-Dragon                     | Hip hop       | "MichiGo" (lançado em 20 de abril de 2013) "Coup d'Etat" (lançado em 2 de setembro de 2013) "Crooked" (lançado em 5 de setembro de 2013) "Who You?" (lançado em 13 de novembro de 2013) | Segundo álbum de estúdio  | YG Entertainment             |
| 3    | TREMENDOUS           | Global Icon                  | Dance         | "Because Of You" (lançado em 30 de agosto de 2013) "Don't Lie" (lançado em 9 de setembro de 2013) "GI-Yeuk" (lançado em 7 de outubro de 2013)                                           | Primeiro EP               | Simtong Entertainment        |
| 5    | Pretty Pretty        | Ladies' Code                 | Dance         | "Hate You" (lançado em 6 de agosto de 2013) "Pretty Pretty"(lançado em 5 de setembro de 2013)                                                                                           | Segundo EP                | Polaris Entertainment        |
| "5   | Ordinary Girl        | Piggy Dolls                  | Dance         | "Ordinary Girl"(lançado em 5 de setembro de 2013) | Quinto EP                 | Winnig InSight Entertainment |
| 9    | "If You Loved Me"    | ZiA & Lee Haeri (of Davichi) | Pop           | If You Loved Me (Lançado em 9 de setembro de 2013) | Single Digital            | LOEN Entertainment           |
| 9    | Thriller             | BtoB                         | Dance         | "When I Was Your Man" (lançado em 28 de agosto de 2013) "Thriller"(lançado em 9 de setembro de 2013)                                                                                    | Terceiro EP               | Cube Entertainment           |
| 9    | Halftime             | J.Y.Park                     | Dance         | "Love Turned Out to Be the Best" (lançado em 2 de setembro de 2013) "I've Partied Enough" (lançado em 9 de setembro de 2013)                                                            | Terceiro EP               | JYP Entertainment            |
| 9    | Her Voice            | Lim Kim                      | Jazz, Pop     | "Rain" (lançado em 27 de agosto de 2013) "Voice (feat. Swings)" (lançado em 8 de setembro de 2013)                                                                                      | Segundo mini-álbum        | MYSTIC89                     |
| 10   | Stupid In Love       | Mad Clown                    | Hip hop       | "Stupid In Love (feat. Soyou)" (lançado em 10 de setembro de 2013) | Terceiro EP               | Starship-X                   |
| 11   | O!RUL8,2?            | Bangtan Boys                 | Hip hop       | "por anunciar" (lançado em 11 de setembro de 2013) | Primeiro álbum de estúdio | BigHit Entertainment         |
| 12   | The Cure             | Drunken Tiger                | Hip hop       | — | Extended Play             | Jungle Entertainment         |
| 16   | In Stardom V3.0      | Cho PD                       | Hip hop       | "Made In Itaewon" (lançado em 16 de setembro de 2013) | Primeiro mini-álbum       | Stardom Entertainment        |
| 17   | First Love           | F-ve Dolls                   | Dance         | "Can You Love Me?" (lançado em 17 de setembro de 2013) | Terceiro mini-álbum       | Core Contents Media          |
| 23   | THANKS TO            | F.T. Island                  | Pop, Rock     | "Memory" (lançado em 22 de setembro de 2013) | Mini-álbum especial       | FNC Entertainment            |
| 25   | Never Ever Let Me Go | BPPOP                        | Pop, Balada   | — | Segundo single            | BP Entertainment             |
| 25   | Busker Busker Vol. 2 | Busker Busker                | Pop, Acústica | "Love, At First" (lançado em 24 de setembro de 2013) | Segundo álbum             | Chungchun Music              |
| 26   | The Streets Go Disco | Crayon Pop                   | Dance-pop     | "Bar Bar Bar" (lançado em 14 de junho de 2013) | Terceiro EP               | Chrome Entertainment         |
| 27   | Request              | Infinite                     | Dance         | — | Single digital            | Woollim Entertainment        |
| 27   | Ask Her Out          | Demion                       | Pop, Dance    | — | Single de estreia         | Lions Bridge                 |
| 30   | Hope Torture         | Song Jieun                   | Pop, Balada   | — | Primeiro álbum single     | TS Entertainment             |

#### Outubro
| Data | Título                        | Artista          | Gênero(s)          | Single(s) | Notas                          | Gravadora(s)                 |
| ---- | ----------------------------- | ---------------- | ------------------ | --- | ------------------------------ | ---------------------------- |
| 2    | Very Good                     | Block B          | Hip hop, Dance-pop | "Be The Light" (lançado em 23 de setembro de 2013) "Very Good" (lançado em 2 de outubro de 2013)                                                      | Terceiro mini-álbum            | Seven Seasons                |
| 2    | 2nd Part.2                    | Vanilla Acoustic | Balada, Indie pop  | "Can We Love Again?" (lançado em 2 de outubro de 2013)                                                                                                | Segundo mini-álbum             | Shofar Music                 |
| 2    | Miss You                      | TINY-G           | Dance-pop          | — | Terceiro single                | GNG Productions              |
| 4    | Shine                         | Standing Egg     | Balada, Pop        | "Once again (feat. Han So Hyun)" (lançado em 3 de outubro de 2013)                                                                                    | Terceiro álbum de estúdio      | Born Entertainment           |
| 4    | Love Me                       | Seo In Young     | Dance-pop          | — | Oitavo single promocional      | IY Company                   |
| 7    | Modern Times                  | IU               | Dance-pop, Balada  | "Red Shoes" (lançado em 7 de outubro de 2013) | Terceiro álbum de estúdio      | LOEN Entertainment           |
| 8    | IDENTITY                      | Boys Republic    | Dance-pop          | "You Are Special To Me"(lançado em 11 de outubro de 2013)                                                                                             | Primeiro EP                    | Universal Music Korea        |
| 8    | Shooting Star                 | 2EYES            | Dance-pop          | — | Segundo álbum single           | SidusHQ                      |
| 10   | 10 Minutes Before Breaking Up | Jung Joon Young  | Pop-rock           | "Spotless Mind" (lançado em 1.º de outubro de 2013) "10 Minutes Before Breaking Up" (lançado em 10 de outubro de 2013)                                | Álbum de estreia               | CJ E&M Music                 |
| 10   | Who Are You?                  | Kahi             | Dance-pop          | "It's Me" (lançado em 10 de outubro de 2013) | Segundo EP                     | Pledis Entertainment         |
| 10   | Again                         | T-ara            | Dance-pop          | "Number 9" (lançado em 10 de outubro de 2013) "I Know the Feeling" (lançado em 10 de outubro de 2013)                                                 | Oitavo EP                      | Core Contents Media          |
| 10   | Wedding Day                   | PURE             | Dance-pop          | — | Segundo EP                     | Pure Entertainment           |
| 11   | MYNAME 3rd Single Album       | MYNAME           | Dance-pop          | "Day By Day" (lançado em 11 de outubro de 2013) | Terceiro álbum single          | H2 Media                     |
| 11   | Girls, Why?                   | VIXX             | Dance-pop          | "Girls, Why?" (lançado em 11 de outubro de 2013) | Quarto álbum-single            | Jellyfish Entertainment      |
| 14   | PRIMA DONNA                   | Nine Muses       | Dance-pop          | "Gun" (lançado em 14 de outubro de 2013) | Primeiro álbum de estúdio      | Star Empire Entertainment    |
| 14   | Everybody                     | SHINee           | Dance-pop          | "Everybody" (lançado em 14 de outubro de 2013) | Quinto mini-álbum              | SM Entertainment             |
| 15   | Let's Go!                     | Girl's Day       | Dance-pop          | "Let's Go" (lançado em 15 de outubro de 2013) | Single                         | DreamTea Entertainment       |
| 16   | Red Motion                    | AOA              | Dance-pop          | "Shaking" (lançado em 10 de outubro de 2013) | Quarto álbum single            | FNC Entertainment            |
| 17   | Will in FALL                  | K.Will           | Balada, R&B        | "You Don't Know Love" (lançado em 17 de outubro de 2013)                                                                                              | Quarto mini-álbum              | Starship Entertainment       |
| 17   | Conditions of Dating          | BESTie           | Dance-pop          | "Conditions of Dating" (lançado em 17 de outubro de 2013)                                                                                             | Segundo single                 | YNB Entertainment            |
| 23   | School Bell                   | DELIGHT          | Dance-pop          | "School Bell" (lançado em 23 de outubro de 2013) | Segundo mini-álbum             | Bros Media And Entertainment |
| 23   | Walk Backwards                | Urban Zakapa     | Balada, Indie      | — | Terceiro single digital        | Fluxus Music                 |
| 23   | Teen Top Class Addition       | Teen Top         | Dance-pop          | "Love Fool" (lançado em 24 de outubro de 2013) | Quarto EP reeditado            | Top Media                    |
| 24   | Dogg's Out                    | Topp Dogg        | Hip-hop, Dance-pop | "Say It" (lançado em 24 de outubro de 2013) | Primeiro EP                    | Stardom Entertainment        |
| 25   | Into The Light                | N:SONIC          | Dance-pop          | "Run & Run" (lançado em 25 de outubro de 2013) | Segundo mini-álbum             | C2K Entertainment            |
| 28   | Snake                         | A-JAX            | Dance              | "Snake" (lançado em 28 de outubro de 2013) "Stay With Me" (lançado em 18 de novembro de 2013)                                                         | Terceiro single                | DSP Media                    |
| 28   | Chemistry                     | Trouble Maker    | Dance-pop          | "There Is No Tomorrow" (lançado em 28 de outubro de 2013)                                                                                             | Segundo EP                     | Cube Entertainment           |
| 29   | WWW                           | Jaejoong         | Rock, Balada       | "Sunny Days" (lançado em 15 de outubro de 2013) "Butterfly" (lançado em 23 de outubro de 2013) "Just Another Girl" (lançado em 29 de outubro de 2013) | Primeiro álbum de estúdio solo | C-JeS Entertainment          |
| 31   | Moments                       | U-KISS           | Dance-pop          | "Mystery Lady" (lançado em 24 de outubro de 2013) "She's Mine"(lançado em 31 de outubro de 2013)                                                      | Oitavo mini-álbum              | NH Media                     |

### Novembro
| Data | Título            | Artista     | Gênero(s)          | Single(s) | Notas                     | Gravadora(s)            |
| ---- | ----------------- | ----------- | ------------------ | --- | ------------------------- | ----------------------- |
| 1    | Curious           | Fiestar     | Dance-pop          | "I Don't Know" (lançado em 1 de novembro de 2013) | Terceiro álbum-single     | Collabodadi             |
| 4    | With The Wind     | LED Apple   | Dance-pop          | "With The Wind" (lançado em 6 de novembro de 2013) | Álbum-single digital      | Starkim Entertainment   |
| 6    | Hush              | miss A      | Dance-pop          | "Hush" (lançado em 6 de novembro de 2013) | Segundo álbum de estúdio  | JYP Entertainment       |
| 7    | So In Luv         | SHU-I       | Dance-pop          | — | Single digital            | Yejeon Media            |
| 9    | Ringa Linga       | Taeyang     | R&B, Hip-hop       | — | Terceiro single digital   | YG Entertainment        |
| 9    | Do You Feel Me    | Mr. Mr      | Dance-pop          | — | Terceiro single digital   | TH Entertainment        |
| 11   | Tonight           | M&N         | Dance-pop          | — | Primeiro single digital   | Nega Network            |
| 11   | AB City           | AlphaBAT    | Dance-pop, Hip-hop | — | Primeiro single digital   | Simtong Entertainment   |
| 11   | Reminisce         | Huh Gak     | R&B, Pop           | "Only Your Scent Is Left" (lançado em 11 de novembro de 2013) | EP digital                | A Cube Entertainment    |
| 11   | Trip              | Untouchable | Hip-hop            | "Vain" (lançado em 11 de novembro de 2013) | Quarto EP                 | TS Entertainment        |
| 11   | Blood Type B Girl | Blady       | Dance-pop          | — | Segundo single            | SY6 Entertainment       |
| 12   | Code              | Davichi     | Balada, Pop        | "Letter" (lançado em 12 de novembro de 2013) | Single digital            | Core Contents Media     |
| 15   | Doom Dada         | T.O.P       | Hip-hop            | — | Segundo single            | YG Entertainment        |
| 15   | Oh My God         | NC.A        | Dance-pop          | — | Segundo single            | JJ Holic Media          |
| 18   | The Mood          | F.T. Island | Rock, Balada       | "Madly" (lançado em 6 de novembro de 2013) | Quinto EP                 | FNC Entertainment       |
| 20   | Nom Nom Nom       | Wa$$up      | Hip-hop, Dance-pop | "Wassup" (lançado em 7 de agosto de 2013) "Bang Bang" (lançado em 9 de agosto de 2013) "Hotter Than Summer" (lançado em 4 de setembro de 2013) "Nom Nom Nom" (lançado em 20 de novembro de 2013) | Primeiro EP               | The Mafia Records       |
| 20   | Voice             | 100% V      | Balada             | "Missing You" (lançado em 21 de novembro de 2013) | Primeiro álbum-single     | TOP Media               |
| 21   | I Miss You        | 2NE1        | Dance-pop          | "I Miss You" (lançado em 21 de novembro de 2013) | Quarto single digital     | YG Entertainment        |
| 22   | The Truth         | Electroboyz | Hip-hop            | "Busted" (lançado em 22 de novembro de 2013) | Primeiro EP               | Brave Entertainment     |
| 25   | Voodoo            | VIXX        | Dance-pop          | "Only U" (lançado em 8 de novembro de 2013) "Voodoo Doll" (lançado em 20 de novembro de 2013) | Primeiro álbum de estúdio | JellyFish Entertainment |
| 25   | Leaving           | TASTY       | Dance-pop, Hip-hop | "Day n` Night" (lançado em 25 de novembro de 2013) | Terceiro álbum-single     | Woollim Entertainment   |
| 26   | Love & Hate       | Hyolyn      | Balada, Pop        | "Lonely" (lançado em 26 de novembro de 2013) "One Way Love" (lançado em 27 de novembro de 2013)                                                                                                  | Primeiro álbum de estúdio | Starship Entertainment  |
| 27   | Nocturne          | 2AM         | Balada, Pop        | "Just Stay" (lançado em 19 de novembro de 2013) "You're Going to Regret It" (lançado em 27 de novembro de 2013                                                                                   | Terceiro EP               | BigHit Entertainment    |
| 28   | Blue Spring       | HISTORY     | Dance-pop          | "What I Am To You" (lançado em 28 de novembro de 2013) | Segundo EP                | LOEN Entertainment      |
| 28   | Chapter II        | The BOSS    | Dance-pop          | "Why Goodbye" (lançado em 28 de novembro de 2013) | Segundo EP                | Poom Entertainment      |
| 28   | Bad Memory        | Pro C       | Dance-pop, Hip-hop | "Bad Memory" (lançado em 28 de novembro de 2013) | Single de estreia         | J. Tune Entertainment   |

### Dezembro
| Data | Título                               | Artista           | Gênero(s)     | Single(s) | Notas                        | Gravadora(s)              |
| ---- | ------------------------------------ | ----------------- | ------------- | --- | ---------------------------- | ------------------------- |
| 2    | Loved You                            | ZiA & Seo In-guk  | Balada        | Loved You (lançado em 2 de dezembro de 2013) | Single digital               | LOEN Entertainment        |
| 2    | Christmas Song                       | United Cube       | Balada, Pop   | "Christmas Song" (lançado em 2 de dezembro de 2013) | Single de Natal              | Cube Entertainment        |
| 4    | Again 1977                           | T-ARA             | Dance-pop     | "2013 What Should I Do?" (lançado em 4 de dezembro de 2013) "1977 Don't Remember"(lançado em 4 de dezembro de 2013) "Hide and Seek" (lançado em 14 de dezembro de 2013) | EP relançado                 | Core Contents Media       |
| 4    | Glue                                 | Nine Muses        | Dance-pop     | "Glue"(lançado em 2 de dezembro de 2013) | Terceiro single digital      | Star Empire Entertainment |
| 6    | It's You                             | D-UNIT            | Dance-pop     | | Quarto single                | D-Business Entertainment  |
| 9    | Gift from Secret                     | SECRET            | Dance-pop     | "I Do I Do" (lançado em 9 de dezembro de 2013) | Terceiro álbum-single        | TS Entertainment          |
| 9    | Miracle in December                  | EXO               | Dance, Balada | "Miracle in December" (lançado em 5 de dezembro de 2013) | EP especial                  | SM Entertainment          |
| 12   | Standing Alone                       | Big Star          | Dance         | "Standing Alone"(lançado em 12 de dezembro de 2013) | Segundo single digital       | Brave Entertainment       |
| 12   | Snow Candy                           | Starship Planet   | Balada, Pop   | "Snow Candy"(lançado em 12 de dezembro de 2013) | Terceiro single de inverno   | Starship Entertainment    |
| 13   | Flower                               | Junhyung          | Dance, Rap    | "Flower"(lançado em 13 de dezembro de 2013) | EP solo de estreia           | Cube Entertainment        |
| 13   | Dogg's Out Repackage                 | Topp Dogg         | Dance         | "Cigarette"(lançado em 13 de dezembro de 2013) | EP relançado                 | Stardom Entertainment     |
| 17   | Zzang Christmas                      | BESTie            | Dance-pop     | "Zzang Christmas"(lançado em 17 de dezembro de 2013) | Single especial de inverno   | YNB Entertainment         |
| 17   | LA Pam Pam PA                        | Wa$$up            | Dance-pop     | "LA Pam Pam PA"(lançado em 17 de dezembro de 2013) | Single especial de inverno   | Mafia Records             |
| 18   | Musical December 2013 With Kim Junsu | Xiah Junsu        | Balada, Pop   | "Brushing By"(lançado em 12 de dezembro de 2013) "December"(lançado em 18 de dezembro de 2013)                                                                          | Álbum especial               | C-Jes Entertainment       |
| 18   | Still You                            | Donghae & Eunhyuk | Dance-pop     | "Still You"(lançado em 18 de dezembro de 2013) | Segundo single digital       | SM Entertainment          |
| 18   | Surprise Party                       | AlphaBAT          | Dance-pop     | "Surprise Party"(lançado em 18 de dezembro de 2013) | Segundo single digital       | Simtong Entertainment     |
| 20   | Modern Times - Epilogue              | IU                | Balada, Pop   | "See You Friday"(lançado em 20 de dezembro de 2013) | Terceiro álbum reeditado     | LOEN Entertainment        |
| 20   | All I Want for Christmas is You      | BOM & HI          | Balada        | "All I Want for Christmas is You"(lançado em 20 de dezembro de 2013) | Single de estreia da unidade | YG Entertainment          |
| 20   | Ringa Linga Remix                    | Taeyang           | Dance-pop     | "Ringa Linga Remix"(lançado em 20 de dezembro de 2013) | Single remix                 | YG Entertainment          |
| 20   | Smile Again                          | United Cube       | Balada, Pop   | "Smile Again" (lançado em 20 de dezembro de 2013) | Single especial              | Cube Entertainment        |
| 23   | Red Candle                           | Son Dam Bi        | Dance-pop     | "Red Candle"(lançado em 23 de dezembro de 2013) | Sétimo single digital        | Pledis Entertainment      |
| 24   | To Be Expected                       | ZiA               | Balada        | "To Be Expected"(lançado em 24 de dezembro de 2013) | Single digital               | LOEN Entertainment        |

## Lançamentos japoneses por artistas coreanos
| Mês       | Data | Título                            | Artista                        | Gênero(s)                                       | Single(s) | Notas                                   | Gravadora(s)                      |
| --------- | ---- | --------------------------------- | ------------------------------ | ----------------------------------------------- | --- | --------------------------------------- | --------------------------------- |
| Janeiro   | 16   | Catch Me -If You Wanna-           | TVXQ                           | J-pop, Dance-pop                                | — | 35.º single japonês                     | Avex Trax                         |
| Janeiro   | 23   | Promise You                       | Super Junior K.R.Y             | J-pop, Balada                                   | — | Single de estreia japonês da subunidade | Avex Trax                         |
| Fevereiro | 5    | The Classic                       | ZE:A5                          | J-pop                                           | — | Single de estreia japonês da subunidade | Star Empire Entertainment         |
| Fevereiro | 13   | Legend of 2PM                     | 2PM                            | J-pop, Dance-pop                                | "Beautiful" (lançado em 6 de junho de 2012) "Masquerade" (lançado em 14 de novembro de 2012) | Segundo álbum de estúdio japonês        | Ariola Japan                      |
| Fevereiro | 27   | Only One                          | BoA                            | J-pop, R&B                                      | — | 32.º single japonês                     | SM Entertainment, Avex Trax       |
| Fevereiro | 27   | D'scover                          | Daesung                        | J-pop, J-rock, Rock alternativo                 | — | Álbum de estreia japonês                | YGEX                              |
| Março     | 6    | TIME                              | TVXQ                           | Pop, J-pop, R&B, Electropop, Dance-pop, Dubstep | "Winter Rose" (lançado em 30 de novembro de 2011) "Still" (lançado em 13 de março de 2012) "Android" (lançado em 11 de julho de 2012) "Catch Me -If You Wanna-" (lançado em 16 de janeiro de 2013)                        | Sexto álbum de estúdio japonês          | Avex Trax                         |
| Março     | 13   | Fire                              | SHINee                         | J-pop                                           | — | Sétimo álbum de estúdio japonês         | EMI Music Japan                   |
| Março     | 13   | Orange Caramel                    | Orange Caramel                 | J-pop, Dance-pop, Electropop                    | "Yasashii Akuma" (lançado em 5 de setembro de 2012) "Lipstick/Lamu no Love Song" (lançado em 12 de dezembro de 2012) | Álbum de estúdio japonês de estreia     | Avex Trax                         |
| Março     | 13   | On the Way                        | The BOSS                       | J-pop                                           | "Jumping" (lançado em 28 de março de 2012) "Honki Magic" (lançado em 1 de agosto de 2012) "Valentine Fighter" (lançado em 6 de fevereiro de 2013)                                                                         | Segundo álbum de estúdio japonês        | Sony Music Entertainment          |
| Março     | 13   | Shooting Star                     | Cross Gene                     | J-pop                                           | — | Single japonês de estreia               | Universal J                       |
| Março     | 20   | Bunny Style!                      | T-ara                          | J-pop, Dance                                    | — | Sexto single japonês                    | EMI Music Japan                   |
| Março     | 20   | Can Your Hear Me?                 | IU                             | J-pop                                           | "The Age Of The Cathedrals" (lançado em 13 de fevereiro de 2013) "New World" (lançado em 27 de fevereiro de 2013) | Primeiro EP japonês                     | EMI Music Japan                   |
| Março     | 27   | Mona Lisa                         | MBLAQ                          | J-pop, Dance-pop                                | — | Terceiro single japonês                 | Ivy Records                       |
| Março     | 27   | Hitomi no Melody                  | Boyfriend                      | J-pop, Dance-pop                                | — | Terceiro single japonês                 | Being Group                       |
| Março     | 27   | Bye Bye Happy Days!               | Kara                           | J-pop, Dance-pop                                | — | Oitavo single japonês                   | Universal Sigma                   |
| Março     | 27   | You Are My Life                   | F.T. Island                    | Rock, Pop                                       | — | Décimo single japonês                   | Warner Music Japan                |
| Abril     | 3    | Fate(s)                           | Gummy                          | J-pop, Dance-pop                                | — | Segundo EP japonês                      | YGEX                              |
| Abril     | 17   | Fly Away                          | Seo In-guk                     | J-pop, Balada                                   | — | Single de estreia japonês               | Crown Records                     |
| Abril     | 24   | Blind Love                        | CNBLUE                         | Rock, Pop                                       | — | Oitavo single japonês                   | Warner Music Japan                |
| Maio      | 1    | Sono Onna                         | Baek Ji-young                  | Balada                                          | — | Single de estreia japonês               | Imperial Records                  |
| Maio      | 15   | The First Collage -Japan Edition- | Yang Yo-seob                   | K-pop, Dance-pop                                | — | EP de estreia solo (edição japonesa)    | Far Eastern Tribe Records         |
| Maio      | 15   | In the Wind (edição japonesa)     | B1A4                           | K-pop, Dance-pop                                | — | Quarto EP coreano (edição japonesa)     | Pony Canyon                       |
| Maio      | 29   | Seventh Mission                   | Boyfriend                      | J-pop, Dance-pop                                | "Be My Shine" (lançado em 22 de agosto de 2012) "Dance Dance Dance / MY LADY" (lançado em 28 de novembro de 2012) "Melody of Eyes" (lançado em 27 de março de 2013)                                                       | Álbum de estúdio de estreia japonês     | Being Group                       |
| Maio      | 29   | Give Me Love                      | 2PM                            | J-pop                                           | — | Sétimo single japonês                   | Ariola Japan                      |
| Maio      | 29   | Hello Again                       | F.Cuz                          | J-pop                                           | — | Quarto single japonês                   | Universal Music Group             |
| Junho     | 5    | Koi ni Ochiru Toki                | Infinite                       | J-pop                                           | "BTD (Before the Dawn)" (lançado em 19 de novembro de 2011) "Be Mine" (lançado em 18 de abril de 2012) "She's Back" (lançado em 9 de agosto de 2012)                                                                      | Álbum de estúdio de estreia japonês     | Woolim Contests, Universal D      |
| Junho     | 5    | Rated-FT                          | F.T. Island                    | J-pop                                           | "Top Secret" (lançado em 8 de agosto de 2012) "Polar Star" (lançado em 28 de novembro de 2012) "You Are My Life" (lançado em 27 de março de 2013)                                                                         | Quarto álbum de estúdio japonês         | Warner Music Group                |
| Junho     | 5    | Tonight                           | Kim Hyun-joong                 | J-pop                                           | — | Terceiro single japonês                 | Delicious Deli Records            |
| Junho     | 12   | Ocean                             | TVXQ                           | J-pop                                           | — | Trigésimo-sétimo single japonês         | Avex Trax                         |
| Junho     | 19   | I Wanna Dance                     | Super Junior Donghae & Eunhyuk | J-pop                                           | — | Segundo single japonês da subunidade    | Avex Trax                         |
| Junho     | 19   | Love & Girls                      | Girls' Generation              | J-pop, Dance-pop                                | — | Sétimo single japonês                   | Universal Music Japan             |
| Junho     | 26   | Boys Meet U                       | SHINee                         | J-pop                                           | "Sherlock" (lançado em 16 de maio de 2012) "Dazzling Girl" (lançado em 3 de outubro de 2012) "1000nen, Zutto Soba ni Ite..." (lançado em 12 de dezembro de 2012) "Fire" (lançado em 13 de março de 2013)                  | Segundo álbum japonês                   | EMI Music Japan                   |
| Junho     | 26   | Tail of Hope                      | BoA                            | J-pop                                           | — | 33.º single japonês                     | Avex Trax                         |
| Junho     | 26   | Kaze no Yō ni                     | QBS                            | J-pop                                           | — | Single japonês de estreia da subunidade | EMI Music Japan                   |
| Julho     | 10   | Target                            | T-ara                          | J-pop                                           | | Sétimo single japonês                   | EMI Music Japan                   |
| Julho     | 24   | Inside of Me                      | U-Kiss                         | J-pop                                           | | Segundo álbum japonês                   | Avex Trax                         |
| Julho     | 24   | Hero                              | Super Junior                   | J-pop                                           | "Bonamana" (lançado em 10 de maio de 2010) "Mr. Simple"(lançado em 2 de agosto de 2011) "Opera"(lançado em 9 de maio de 2012) "Sexy, Free & Single"(lançado em 1 de julho de 2012) "Hero"(lançado em 24 de julho de 2013) | Primeiro álbum japonês                  | Avex Trax                         |
| Julho     | 24   | Shiawa Theory                     | F.T. Island                    | J-pop                                           | | Décimo-quarto single japonês            | Warner Music Group                |
| Julho     | 24   | Thank You Summer Love             | Kara                           | J-pop                                           | | Nono single japonês                     | Universal Sigma                   |
| Julho     | 31   | Lady                              | CNBLUE                         | J-pop                                           | | Nono single japonês                     | Warner Music Japan                |
| Julho     | 31   | I Love You                        | Daesung                        | J-pop                                           | | Primeiro single japonês                 | YGEX                              |
| Julho     | 31   | Kiss Tour                         | LEDApple                       | J-pop                                           | "Gimme kimi love" (lançado em 31 de julho de 2013) | Primeiro mini-álbum japonês             | STARKIM Entertainment             |
| Agosto    | 7    | Treasure Box                      | T-ara                          | J-pop                                           | "Sexy Love" (lançado em 14 de novembro de 2012) "Bunny Style!" (lançado em 20 de março de 2013) "Target" (lançado em 10 de julho de 2013)                                                                                 | Segundo álbum japonês                   | EMI Music Japan                   |
| Agosto    | 7    | WINNER                            | Supernova                      | J-pop                                           | — | Décimo-sétimo single japonês            | Universal Music Japan             |
| Agosto    | 21   | Boys Meet U                       | SHINee                         | J-pop                                           | | Oitavo single japonês                   | Universal Music Group             |
| Agosto    | 28   | Fantastic Girls                   | Kara                           | J-pop                                           | "Bye Bye Happy Days!" (lançado em 27 de março de 2013) "Thank You Summer Love" (lançado em 24 de julho de 2013) | Quarto album japonês                    | Universal Sigma                   |
| Agosto    | 28   | What Turns You On?                | CNBLUE                         | J-pop                                           | "Robot" (lançado em 19 de dezembro de 2012) "Blind Love" (lançado em 24 de abril de 2013) "Lady" (lançado em 31 de julho de 2013)                                                                                         | Quarto álbum japonês                    | Warner Music Japan                |
| Agosto    | 28   | What's Going On?                  | B1A4                           | J-pop                                           | — | Terceiro single japonês                 | Pony Canyon                       |
| Setembro  | 4    | Scream                            | TVXQ                           | J-pop                                           | "Scream" (lançado em 4 de setembro de 2013) | Trigésimo-oitavo single japonês         | Avex Trax                         |
| Setembro  | 18   | Galaxy Supernova                  | Girls' Generation              | J-pop                                           | — | Oitavo single japonês                   | Universal Music Japan             |
| Setembro  | 18   | The Singles Collection            | F.T. Island                    | J-rock                                          | — | Álbum de compilação                     | AI Entertainment                  |
| Outubro   | 2    | Heaven                            | After School                   | J-pop, disco                                    | — | Quinto single japonês                   | Avex Trax                         |
| Outubro   | 9    | Let's Talk About Love             | Seungri                        | J-pop, Dance-pop                                | — | Álbum de estreia em japonês             | YGEX                              |
| Outubro   | 9    | Warrior (Versão em japonês)       | B.A.P                          | J-pop, Hip hop                                  | "Warrior" (lançado em 9 de outubro de 2013) | Single de estreia em japonês            | King Records                      |
| Outubro   | 16   | We Can Dance Tonight              | Seo In-guk                     | J-pop                                           | — | Segundo single japonês                  | Irving Entertainment/Nippon Crown |
| Outubro   | 16   | Winter Games                      | 2PM                            | J-pop                                           | — | Oitavo single japonês                   | Ariola Japan                      |
| Novembro  | 4    | My Oh My                          | Girls' Generation              | J-pop                                           | — | Nono single japonês                     | Universal Music Japan             |
| Dezembro  | 11   | Love & Peace                      | Girls' Generation              | J-pop                                           | "Love & Girls" (lançado em 19 de junho de 2013) "Galaxy Supernova" (lançado em 18 de setembro de 2013) "My Oh My" (lançado em 5 de novembro de 2013)                                                                      | Terceiro álbum em japonês               | Universal Music Japan             |

## Paradas musicais
- Lista de singles número um na Korea K-Pop Hot 100 em 2013